# Íslenzk Fornrít
L'Íslenzk Fornrit è una serie di testi in antico islandese pubblicati dalla Hið Íslenzka Fornritafélag ("Società Testi in Antico Islandese") e distribuiti dalla Hið Íslenska Bókmenntafélag ("Società Letteraria Islandese") a partire dal 1933; questa serie raccoglie molte delle saghe che vengono definite saghe degli Islandesi (Íslendingasögur) e Brevi storie degli Islandesi (Íslendingaþættir), e le loro versioni che fanno la comparsa in questa raccolta sono prese convenzionalmente come standard dagli studiosi. L'idea dell'Íslenzk Fornrít nacque dalla volontà di avere una versione islandese dell'analoga serie in lingua tedesca Altnordische Saga-Bibliothek (pubblicata tra il 1892 ed il 1929).

## Saghe
Ecco alcune opere inserite nella raccolta, con i volumi che le contengono, anno di pubblicazione ed editori:
- volume II (Sigurður Nordal, 1933): Egils saga Skallagrímssonar;
- volume III (Sigurður Nordal-Guðni Jónsson, 1938): Bjarnar saga Hítdœlakappa, Gunnlaugs saga ormstungu;
- volume IV (Einar Ólafur Sveinsson-Matthias Þórðarson, 1935): Eiríks saga rauða, Eyrbyggja saga, Grœnlendinga saga;
- volume V (Einar Ólafur Sveinsson, 1934): Laxdœla saga;
- volume VI (Björn Þórólfsson-Guðni Jónsson, 1943): Fóstbrœðra saga, Hávarðar saga Ísfirðings;
- volume VII (Guðni Jónsson, 1936): Bandamanna saga, Grettis saga Ásmundarsonar;
- volume VIII (Einar Ólafur Sveinsson, 1939): Hallfreðar saga vandræðaskálds, Kormáks saga, Vatnsdœla saga;
- volume IX (Jónas Kristjánsson, 1956): Svarfdœla saga, Víga-Glúms saga;
- volume X (Björn Sigfússon, 1940): Ljósvetninga saga, Reykdœla saga;
- volume XI (Jón Jóhannesson, 1950): Brandkrossa þáttr, Draumr Þorsteins Síðu-Hallssonar, Droplaugarsona saga, Fljótsdæla saga, Þorsteins saga Síðu-Hallssonar, Vápnfirðinga saga;
- volume XII (Einar Ólafur Sveinsson, 1954): Njáls saga;
- volume XIV (Jóhannes Halldórsson, 1959): Brot af Þórðar sögu hreðu, Finnboga saga ramma, Kjalnesinga saga, Þórðar saga hreðu, Víglundar saga;
- volume XXXIV (Finnbogi Guðmundsson, 1965): Orkneyinga saga;
- volume XXXV (Bjarni Guðnason, 1982): Knýtlinga saga, Sögubrot, Upphaf allra frásagna.